# Frank Carilao
Frank Patricio Carilao Pinto (* 21. Februar 1977 in Santiago) ist ein ehemaliger chilenischer Fußballspieler auf der Position eines Außenverteidigers.

## Karriere
Frank Carilao spielte in der Jugend von Universidad Católica und wechselte 1999 in die Tercera División zu Unión La Calera, mit dem er den Aufstieg in die Primera B schaffte. 2004 wechselte er zu Everton in die Primera División. Ab 2007 spielte er bei weiteren Klubs der ersten und zweiten Liga in Chile. In der Saison 2010 wurde er mit Deportes Iquique Pokalsieger und schaffte als Zweitligameister den Aufstieg in die Primera División. Seine letzten Karrierejahre verbrachte der Defensivakteur bei Unión Temuco und Santiago Morning.

## Erfolge
Iquique
- Chilenischer Zweitligameister: 2010
- Chilenischer Pokalsieger: 2010